# 階伯
階伯（かいはく、ケベク、613年 - 660年（義慈王21年）7月9日（旧暦））は、百済末期の将軍である。660年に新羅・唐（唐・新羅の同盟）の連合軍が侵略してきたときに、5000人の軍を率いて戦い、黄山で5万人の新羅軍を迎え討ち、4回の戦闘を行った結果、壮烈に戦死した。興首・成忠とともに百済の三忠臣と呼ばれ、自分の命まで捨てながら滅びゆく国への忠誠を最後まで守った忠臣として知られている。

## 人物
660年に、大総管蘇定方が率いる13万の唐の水軍と新羅の金庾信（『三国史記』金庾信列伝によると、金庾信は中国黄帝の子・少昊の子孫である）率いる5万の大軍が、水陸併行で百済に侵略した時、階伯は5000人で迎撃した。このとき妻子を殺した。対戦にあたり、越王勾践が5000の兵で呉の70万の大軍を破った故事に触れ、兵士らに敢闘奮戦するよう督励した。
百済軍は3か所に分かれて布陣し、4度闘い4度勝利した。金欽純の子の金盤屈は戦死し、金品日の子の金官昌は捕虜となった。階伯は金官昌は幼いことを理由に送り返したが、再び攻め込んできたためにこれを討ち取った。金官昌の死を契機に新羅軍は攻勢を強め、ついに百済軍は敗れて階伯は戦死した。

## 評価
『三国史記』に伝があることから、高麗時代にはすでに儒教的な大義名分に立脚して、階伯に対する肯定的な評価が行われたことがうかがえる。後の朝鮮王朝も性理学を国是としたので、儒学者たちから「すでに滅亡の兆候が明らかになった祖国を最後まで守ろうと自らの命を擲った忠義の英雄」という評価が主流となった。朝鮮の儒学者たちは、百済末の宰相だった成忠や興首とともに階伯を百済末期の三忠臣の一人に列挙し、百済の歴史を取り上げるとき、百済滅亡の部分では必ず階伯に言及するようになった。
新羅軍との戦闘を控えて自分の妻子を殺したという、『三国史記』列伝の記録については、道義に反する行き過ぎた仕打ちだったとの評価がある一方で、自分自身も結局戦場で戦死したので、時期が前後しただけでこれだけをもってただちに彼を責めることをできないという「階伯擁護論」がほとんどである。勝利の妙案が見いだせぬまま、早まって妻子を殺したことが兵士の士気を低下させてしまい、最終的に戦う前に敗北を決定づけてしまったという指摘についても、自分の家族や身命に対する思いや未練を断ち切って「背水の陣」を敷いたのだという反論がなされる。また朝鮮の文人墨客は階伯の最期を讃え、追悼する詩文をあらわしている。

## 近年の研究
通常「階伯」を名前だとする見方が一般的であるが、金正浩の『大東地誌』の記録等には階伯はもともと黒歯常之と同様に、百済の王族の子孫だったとの見方が最近提起された。伝で階伯の全名であるかのように言及した「階伯」は、実は彼の祖先が百済王室からの分封を受けた区域として『三国史記』雑志に出てくる皆伯県（現在の京畿道高陽市）に比定され、これが「階伯氏」の由来となったという主張である。